# Spoczynek roślin

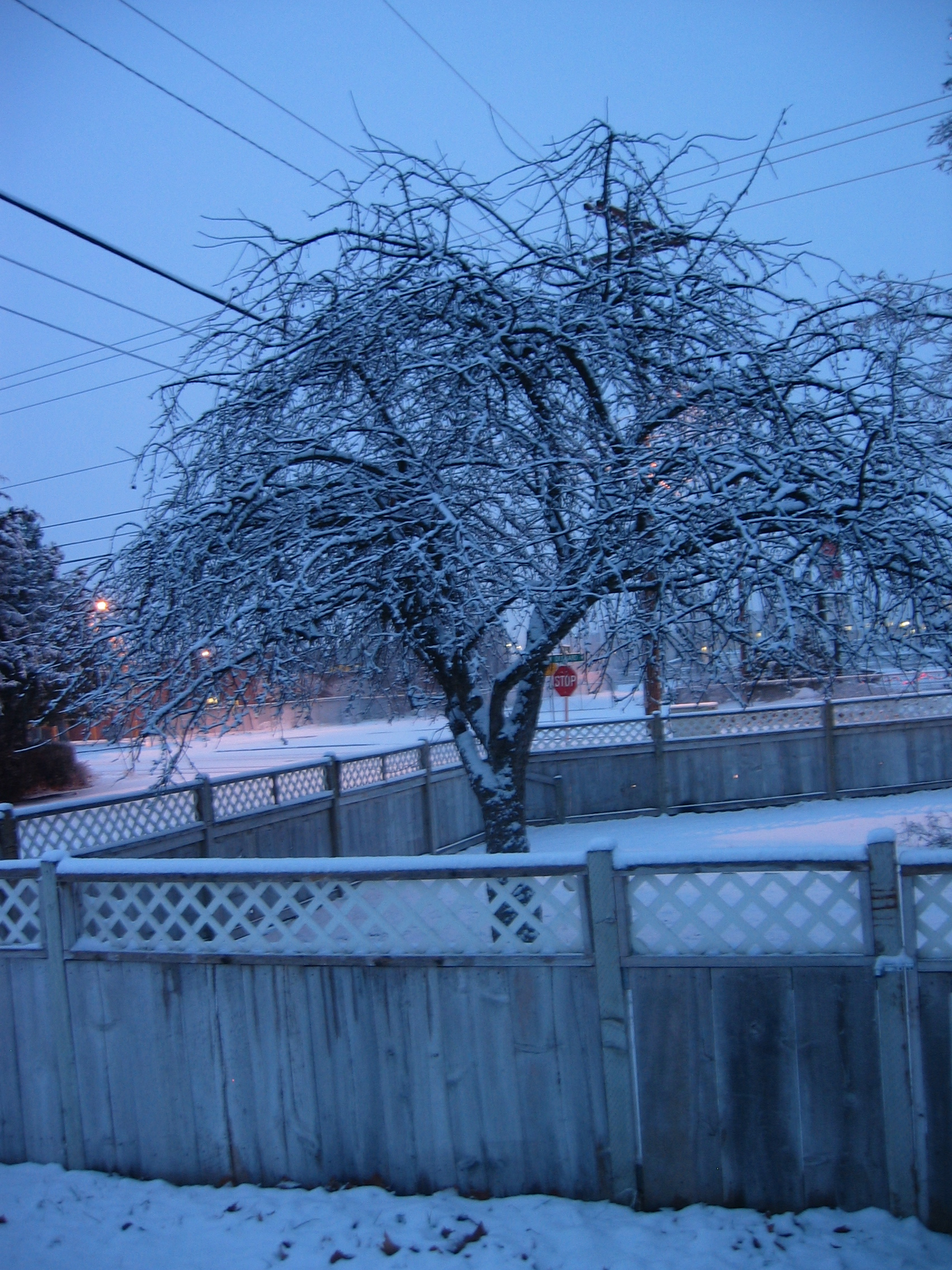
W strefie klimatu umiarkowanego wiele roślin wchodzi w stan spoczynku zimą

Spoczynek roślin – w fizjologii roślin stan zahamowania wzrostu, silnego ograniczenia procesów metabolicznych przy jednoczesnym zachowaniu pełnej zdolności do życia. Rośliny wykształcają specjalne struktury spoczynkowe, które umożliwiają przetrwanie organizmu w niesprzyjających warunkach środowiska. Strukturą spoczynkową mogą być u roślin wieloletnich kłącza, bulwy, cebule, pędy u drzew i krzewów pąki spoczynkowe. W stan spoczynku mogą zapadać także całe rośliny. U roślin jednorocznych funkcję spoczynkową pełnią nasiona.

## Faza spoczynku
Okres, w którym roślina lub jej części pozostają w stanie zahamowania metabolizmu i wzrostu, nazywany jest fazą spoczynkową. Najlepiej poznany jest spoczynek związany ze zmianami sezonowymi w strefie klimatu umiarkowanego. W celu zabezpieczenia przez zamarzaniem drzewa i krzewy zrzucają liście oraz ograniczają tempo metabolizmu. Kłącza, bulwy i cebule przechodzą w stan spoczynku jesienią w wyniku ochłodzenia i skrócenia długości dnia. Ustępowanie spoczynku tych struktur następuje zwykle po okresie temperatur około 5 °C. Jednak w wielu przypadkach wystarcza okres tylko niewielkiego spadku temperatury w zakresie 5-20 °C.

## Rodzaje spoczynku
W zależności od sposobu wychodzenia ze stanu spoczynku wyróżniany jest spoczynek względny, ustępujący natychmiast gdy warunki środowiska pozwalają na dalszy wzrost i rozwój oraz spoczynek bezwzględny (spoczynek głęboki), utrzymywany nawet gdy warunki środowiska są sprzyjające. Ustąpienie spoczynku bezwzględnego wymaga zmian w organie spoczynkowym następujących wraz z upływem czasu albo pod wpływem sygnałów dochodzących ze środowiska.
Stosowany jest także inny podział w zależności od pochodzenia impulsu przerywającego stan spoczynku. Endodormancy to spoczynek, który jest przerywany przez impuls pochodzący z samego organu spoczynkowego. W przypadku zarodka nasion, pąków wierzchołkowych i bulw merystem i mechanizm wychodzenia ze spoczynku zlokalizowane są w tym wewnątrz organu spoczynkowego. Paradormancy to rodzaj spoczynku, w którym wznowienie aktywności następuje w wyniku impulsu pochodzącego z innego organu niż merystem spoczynkowy. Przykładem tego rodzaju spoczynku są pąki boczne rozpoczynające aktywność po usunięciu merystemu wierzchołkowego pędu głównego. Trzecim rodzajem spoczynku jest ecodormancy, czyli spoczynek ustępujący w wyniku odbioru impulsu pochodzącego z zewnątrz organizmu. Terminy pochodzą z języka angielskiego i nie są tłumaczone na język polski.